# Liste de madrigalistes
La liste des madrigalistes a pour objet de recenser les compositeurs de la Renaissance et de l'époque baroque, auteurs de madrigaux. La source principale est l'ouvrage de Roger Tellart, Le madrigal en son jardin, complétée par les encyclopédies et dictionnaires musicaux. Le choix du classement alphabétique est destiné à en faciliter l'édition et la consultation.
Pour chaque compositeur, il est précisé la nationalité et l'importance de la production. Les dates indiquées in fine sont celles des éditions des œuvres. À noter que pour certains compositeurs de renom, la production madrigaliste est anecdotique.
Nota
1. ↑  Pour ne pas surcharger la liste de liens rouges, ceux-ci sont attribués aux seuls compositeurs susceptibles de rentrer dans les critères d'admission
2. ↑  Les termes recueil ou livre sont utilisés pour un ensemble de pièces attribuées à un même compositeur; le terme collectif signale une édition regroupant des œuvres de plusieurs compositeurs
3. ↑  Il s'agit de la date de l'édition et non celle de la composition. Certaines éditions peuvent être posthume, comme c'est le cas pour le 9e livre de Monteverdi

- Haut – A
- B
- C
- D
- E
- F
- G
- H
- I
- J
- K
- L
- M
- N
- O
- P
- Q
- R
- S
- T
- U
- V
- W
- X
- Y
- Z

## A
- Agostino Agazzari (1578-1640), italien - 5 livres à 3,5 et 6 voix - 1596 à 1607
- Ludovico Agostini (1534-1590), italien - 9 livres à 4,5 et 6 voix - 1570 à 1582
- Agostino Agresta (?), italien - 1 livre à 6 voix - 1617
- Felice Anerio (1560-1614), italien - 2 recueils à 5 et 6 voix - 1587,1590
- Giovanni Francesco Anerio (1567-1630), italien - 2 livres à 5 voix et un de 1-4 voix - 1599 à 1621
- Giovanni Animuccia (v.1500-1571), italien - 3 livres à 4, et 6voix - 1547 à 1554
- Giovanni de Antiquis (?), italien - collectif
- Jacques Arcadelt, (v.1510-1568), franco-flamand - 5 livres à 4 voix et 1 à 5 voix, environ 250 madrigaux - 1539 à 1544
- Paolo Aretino, (1507-1584), italien - 2 livres à 4 et 5-8 voix - 1549, 1558
- Giovanni Matteo Asola (1560-1609), italien - 4 livres - 1571 à 1605
- Filippo Azzaiolo (entre 1530 et 1540, après 1570), italien - 3 livres - 1560, 1570

## B
- Ippolito Baccusi (v.1550-1609), italien - 4 livres à 5 et 6 voix, 2 à 3 voix - 1570 à 1605
- Ludovico Balbi (?-v.1604), italien - 2 livres à 4 voix - 1570,1576
- Adriano Banchieri (1568-1634), italien - 1 livre à 5 voix et comédies madrigalesques - 1593 à 1630
- Bartolomeo Barbarino dit Il Pesarino (?-ap.1617), italien - 4 livres à une voix et quelques pièces avec basse continue - 1606 à 1617
- Antonio Barré (?), français - collectif - 1552
- Léonard Barré (?), français - 5 madrigaux
- Thomas Bateson (1570-1630), anglais - 2 livres de 3 à 6 voix - 1604, 1618
- Luca Bati (v.1550-1608), italien - 2 livres à 5 voix - 1594, 1598
- Vincenzo Bell'Haver (?-1587), italien - 3 livres de 4 à 7 voix - 1567 à 1576
- Paolo Bellasio (1554-1594), italien - 5 livres - 1578 à 1595
- Girolamo Belli (1552- ?), italien - plusieurs livres
- Giulio Belli (v.1560-v.1621), italien - 2 livres à 5 et 6 voix- 1589, 1592
- Giovanni Battista de Bellis (v.1550- ?), italien - 3 livres à 4 et 5 voix - 1614 à 1623
- Giovanni Tommaso de Benedictis (?), italien - un livre à 5 voix - 1589
- John Bennet (v.1570-v.1614), anglais - un recueil à 4 voix - 1599
- Stefano Bernardi (1580-1637), italien - 6 livres de 3 à six voix — 1611 à 1624
- Giuseppe Biffi (v.1550-v.1606), italien - madrigaux à 5 et 6 voix - 1582 à 1596
- Valerio Bona (v.1560-1619), italien - un livre à 5 voix
- Giulio Bonagionta (?), italien - collectif
- William Byrd (v.1542-1623), anglais - environ 120 madrigaux

- Haut – A
- B
- C
- D
- E
- F
- G
- H
- I
- J
- K
- L
- M
- N
- O
- P
- Q
- R
- S
- T
- U
- V
- W
- X
- Y
- Z

## C
- Giulio Caccini (v.1550-1618), italien - un livre - 1613
- Giuseppe Caimo (v.1540-1584), italien - 2 livres à 4 et 5 voix - 1564, 1584
- Geminiano Capilupi (1573-1616), italien - 2 livres à 5 voix - 1599, 1608
- Girolamo Carli (?), italien - un livre - 1554
- Richard Carlton (v.1558-v.1638), anglais - un livre -1601
- Giovanni Cavacco (1556-1626), italien - 6 livres à 5 voix
- Michael Cavendish (1565-1628), anglais - 8 madrigaux - 1598
- Antonio Cifra (1584-1629), italien - 6 livres - 1605 à 1623
- Orazio Colombani (?-v.1595), italien - 2 livres à 5 voix - 1588
- Giovanni Contino (v.1513-1574), italien - un livre à 5 voix - 1560
- Séverin Cornet (v.1540-1582 ou 1583), flamand - un livre de 5 à 8 voix - 1581
- John Cooper (v.1575-1626), anglais - quelques madrigaux
- Francesco Corteccia (1504-1571), italien - 2 livres à 4 voix et un à 6 voix - 1546, 1547
- Giovanni Croce (v.1557-1609), italien - 5 livres à 5 et 6 voix - 1585 à 1607

- Haut – A
- B
- C
- D
- E
- F
- G
- H
- I
- J
- K
- L
- M
- N
- O
- P
- Q
- R
- S
- T
- U
- V
- W
- X
- Y
- Z

## D
- Giovan Da Nola (v.1510-1592, italien - 2 livres à 4 et 5 voix
- René Del Mel (v.1554-ap.1597), franco-flamand - 5 livres à 5 et 6 voix
- Alfonso Della Viola (v.1508-v.1570), italien - 2 livres - 1539, 1540
- Scipione Dentice (1560-1635), italien - 7 livres dont 2 de madrigaux spirituels - 1591 à 1640
- Richard Dering (v.1580-1630), anglais - quelques madrigaux avec basse continue
- Baldassare Donato (1530-1603), italien - 2 livres à 4, 5 et 6 voix - 1553, 1568
- Nicolao Dorati, italien - 4 livres - 1549 à 1593
- Giovanni Andrea Dragoni (v.1540-1598), italien - 6 livres de madrigaux de 4 à 6 voix - 1575 à 1588
- Marcello Drogo (?), italien - un livre à 5 voix - 1598
- Antonio Dueto (v.1530-ap.1594), italien - 7 livres à 4, 5 et 6 voix - 1583 à 1594

- Haut – A
- B
- C
- D
- E
- F
- G
- H
- I
- J
- K
- L
- M
- N
- O
- P
- Q
- R
- S
- T
- U
- V
- W
- X
- Y
- Z

## E
- Michael East (v.1580-1648), anglais - 7 livres - 1604 à 1638
- Muzio Effrem (v.1555-ap.1626), italien - collectif
- Francesco Eredi (?), italien - madrigaux dramatiques

## F
- Agostino Faccho (?), italien - 2 livres
- Anselmo Facio (?), italien- 2 livres à 5 et 6 voix - 1589, 1601
- John Farmer (v.1565-1605), anglais - un livre à 4 et 8 voix, plus des pièces en livres collectifs
- Giles Farnaby (v.1565-1640), anglais - un livre à 4 voix - 1598
- Andrea Feliciani (?), italien - madrigaux à 5 et 6 voix - 1579 à 1586
- Stefano Felis (1550-1603), italien - 10 livres à 5 et 6 voix
- Domenico Ferrabosco (1513-1574), italien - un livre à 4 voix - 1542
- Alfonso Ferrabosco l'ancien (1543-1588), italien - 2 livres à 5 voix, plus de nombreuses pièces isolées
- Alfonso Ferrabosco le jeune (1575-1628), italien - 23 pièces à 4 voix
- Giovanni Ferretti (v.1540-1609), italien - madrigaux à 5 voix
- Costanzo Festa (v.1480-1545), italien - Un des pères fondateurs (édition 1530); madrigaux de 3 à 6 voix
- Carlo Fiorillo (?), italien - quelques madrigaux - 1616
- Ippolito Fiorini (?), Italie - collectif - 1586
- Mateo Flecha le jeune (1530-1604), espagnol - un livre à 4 et 5 voix
- Giorgio Florio (?), italien - madrigaux à 6 voix - 1589
- Giovanni Florio (?), italien - collectif - 1596
- Giacomo Fogliano (v.1473-1548), italien - un livre à 5 voix - 1549
- Alfonso Fontanlli (1557-1622), italien - 2 livres - 1596, 1604
- Gregorio Francia (1571-1637), italien - un livre à 5 voix - 1613
- Amante Franzoni (v.1575-1629), italien - un livre à 5 voix - 1608
- Amedo Fredi (v.1570-1634), italien - 2 livres à 5 et 6 voix - 1601, 1605
- Girolamo Frescobaldi (1583-1643), italien - un livre de 5 voix - 1608

- Haut – A
- B
- C
- D
- E
- F
- G
- H
- I
- J
- K
- L
- M
- N
- O
- P
- Q
- R
- S
- T
- U
- V
- W
- X
- Y
- Z

## G
- Andrea Gabrieli (v.1510-1586), italien - 6 livres de 3 à 6 voix, 20 pièces de 6 à 16 voix et des comédies madrigalesques - 1566 à 1601
- Giovanni Gabrieli (1557-1612), italien - une trentaine de pièces
- Giulio Cesare Gabussi (v.1555-1611), italien - 2 livres à 5 voix - 1580, 1598
- Marco Gagliano (v.1575-1642), italien - 6livres à 5 voix
- Giovanni Galeno (v.1550-ap.1626), italien - 2 livres à 5 et 7 voix - 1594, 1598
- Vincenzo Galilei (v.1520-1591), italien -2 livres à 4 et 5 voix -1574, 1587
- Vincenzo Gallo (?-1624), italien - un livre à 5 voix - 1589
- Giovanni Giacomo Gastoldi (v.1550-v.1610), italien - 4 livres de 3 à 6 voix - 1588 à 1602
- Hortensio Gentile (?), italien - un livre à 4 vox - 1616
- Jehan Gero (?), franco-flamand - 4 livres à 3 et 4 voix - 1549 à 1553
- Carlo Gesualdo (v.1560-1613), italien - 6 livres à 5 voix - 1594 à 1596 - et un livre posthume à 6 voix (1526)
- Giovanni Ghizzolo (?-1625), italien - 2 livres à 5 et 6 voix, le second avec basse continue - 1608, 1614
- Ellis Gibbons (1573-1603), anglais - collectif
- Orlando Gibbons (1583-1625), anglais - un recueil avec accompagnement - 1612
- Ruggiero Giovannelli (1560-1625), italien - 7 livres de 3 à 5 voix - 1585 à 1605
- Tommaso Graziani (v.1553-1634), italien - un livre à 5 voix - 1588
- Annibale Gregori (?-1633), italien - un livre à 5 voix - 1617
- Thomas Greaves, anglais, un recueil (Songes of sundrie kinds) (1604) avec 4 madrigaux
- Francesco Maria Guaitoli (1563-1628) - collectif
- Francesco Guami (v.1544-1601), italien - 3 livres à 4 et 6 voix - 1588 à 1598
- Gioseffo Guami (v.1530-1611), italien - 4 livres à 5 et 6 voix, y compris des madrigaux dramatiques - 1565 à 1591

- Haut – A
- B
- C
- D
- E
- F
- G
- H
- I
- J
- K
- L
- M
- N
- O
- P
- Q
- R
- S
- T
- U
- V
- W
- X
- Y
- Z

## H
- Hans Leo Hassler (1564-1612), allemand - madrigaux à 5 et 8 voix - 1596, 1601
- John Hilton (?-1608), anglais

## I
- Antonio il Verso (v.1560-1621), italien - 13 livres de 3 à 6 voix
- Sigismondo d'India (v.1582-1629), italien - 8 livres à 5 voix, certains avec basse continue - 1606 à 1624
- Marc'Antonio Ingegneri (v.1547-1592), italien - 6 livres de 4 à 6 voix - 1572 à 1587
- Paolo Isnardi (v.1525-ap.1590), italien - 4 livres à 5 et 6 voix - 1568 à 1589

## J
- Jachet de Berchem (?), flamand - 2 livres à 4 et 5 voix - 1546, 1556
- Robert Jones (v.1577-ap.1615), anglais - un recueil - 1607

## K
- Johannes Hieronymus Kapsberger (v.1574-1650), allemand - un livre à 5 voix avec basse continue
- Jacobus de Kerle (1531-1591), flamand - madrigaux à 4 voix - 1570
- George Kirbye (v.1565-1634), anglais - un recueil de 3 à 6 voix - 1597

## L
- Aurelio La Faya (?-v.1579), espagnol - 2 livres à 5 voix - 1564, 1579
- Scipione Lacorcia (?), italien - 3 livres à 5 voix - 1616 à 1620
- Camillo Lambardi (v.1560-1634), italien - 2 livres à 4 voix - 1600, 1609
- Stefano Landi (v.1590-1639), italien - un livre à 5 voix - 1619
- Roland de Lassus (v.1532-1594), franco-flamand - 180 madrigaux sans compter les madrigaux spirituels
- Francesco Layolle ou Dell'Aiolla (v.1475-v.1540), italien - collectif
- Alamanno Layolle ou Dell'Aiolla (v.1520-1590), franco-italien - 6 madrigaux à 3 voix
- Bartolomeo Le Roy (?-1599), bourguignon - quelques madrigaux
- Giovanni Battista Leonetti (?), italien - deux livre, un à 5, l'autre à 8 voix - 1617
- Leone Leoni (v.1560-1627), italien - 5 livres à 5 voix et des madrigaux spirituels - 1588 à 1602
- Henry Lichfield (?), anglais - un recueil à 5 voix - 1613
- Guglielmo Lipparini (?), italien - un livre à 5 voix - 1614
- Antonio Lotti (1666-1740), italien - quelques madrigaux tardifs - 1705
- Bernardino Lupacchino (?), italien - 4 livres de 2 à 5 voix - 1543 à 1559
- Karel Luython (v.1557-1620), flamand - un livre à 5 voix - 1582
- Luzzasco Luzzaschi (v.1545-1607), italien - 5 livres à 5 voix, plus des madrigaux concertants - 1571 à 1604

- Haut – A
- B
- C
- D
- E
- F
- G
- H
- I
- J
- K
- L
- M
- N
- O
- P
- Q
- R
- S
- T
- U
- V
- W
- X
- Y
- Z

## M
- Gian Vincenzo Macedonio (?), compositeur italien - un livre à 5 voix - 1603
- Jean de Macque (v.1550-1614), franco-flamand - 6 livres de 4 à 6 voix - 1576 à 1610
- Cristofano Malvezzi (1547-1597), italien - 2 livres à 5 et 6 voix
- Curzio Mancini (?-ap.1608), italien - madrigaux à 5 voix - 1605
- Giovanni Piero Manenti (v.1535-1597), italien - 4 livres à 4, 5 et 6 voix
- Luca Marenzio (1553-1599), italien - 9 livres à 9 voix, 6 livres à 6 voix et des madrigaux spirituels - 1580 à 1599
- Alessandro Marino (?), italien - un livre à 5 voix - 1571
- Pietro Maria Marsolo (?), italien - 5 livres 4 et 5 voix, dont un avec basse continue - 1607 à 1614
- Gabriele Martinengo (?-1584), italien - 3 livres à 4 et 5 voix - 1544 à 1580
- Giulio Cesare Martinengo (v.1565-1613), italien - madrigaux à 4, 5 et 6 voix - 1605
- Tiburzio Massaino (av.1550-ap.1609), italien - 8 livres à 4 à 6 voix - 1569 à 1604
- Domenico Mazzocchi (1592-1665), italien - un livre à 5 voix - 1638
- Marco Antonio Mazzone (?), italien - quelques madrigaux - 1569
- Ascanio Meo (?), italien - 5 livres
- Alessandro Merlo (v.1530- ?), italien - plusieurs livres à 4 et 5 voix - 1554 à 1577
- Tarquinio Merula (v.1595-1665), italien - 2 livres de madrigaux concertant avec basse continue - 1624 et 1633
- Claudio Merulo (1533-1604), italien - 4 recueils de 3 à 5 voix - 1566 à 1604
- Maddaena Mezari (?), italienne - 2 livres à 4 et 5 voix, plus collectif - 1568 à 1583
- Domenico Micheli (?), italien - 5 livres - 1564 à 1581
- Romano Micheli (v.1575-ap.1659), italien -madrigaux à 6 voix - 1621
- Simone Molinaro (?-ap.1610); italien - 2 livres à 5 voix - 1599 et 1615
- Philippe de Monte (1521-1603), flamand - le plus fécond : 1 073 madrigaux
- Giovanni Domenico Montella (v.1570-1607), italien -8 livres - 1595 à 1607
- Claudio Monteverdi (1567-1643), italien - 9 livres - 1587 à 1651
- Thomas Morley (1557 ou 1558-1602), anglais - 5 recueils - 1593 à 1597
- Giovanni Battista Moscaglia (v.1550-ap.1587), italien - 5 livres de 4 à 6 voix - 1575 à 1587
- Giovanni Battista Mosto (v.1550-1596), italien -4 livres à 5 et 6 voix - 1578 à 1595
- John Mundy (?-1630), anglais - collectif

- Haut – A
- B
- C
- D
- E
- F
- G
- H
- I
- J
- K
- L
- M
- N
- O
- P
- Q
- R
- S
- T
- U
- V
- W
- X
- Y
- Z

## N
- Romulo Naldi (?), italien - un livre à 5 voix - 1589
- Giovanni Maria Nanino (1554-1607), italien - 3 livres à 5 voix - 1579 à 1586
- Giovanni Bernardino Nanino (v.1560-1623), italien -3 livres à 5 voix - 1588 à 1612
- Cola Nardo (?), italien - un livre à 4 voix - 1580
- Giovanni Nasco (?-1561), italien - 4 livres à 4 à 6 voix - 1548 à 1557
- Pomponio Nenna (v.1550-1618) - 8 livres à 5 voix, plus collectif - 1582 à 1613
- Filippo Nicoletti (v.1555-ap.1620) - 3 livres - 1578 à 1588

## O
- Giuseppe Olivieri(?), italien - un recueil à 2, 3 voix avec basse continue - 1617
- Alessandro Orologio (v.1550-1633), italien - 4 livres de 4 à 6 voix - 1586 à 1616

## P
- Pietro Pace (1559-1622), italien - 5 livres de 4 à 7 voix - 1597 à 1617
- Asprilio Pacelli (v.1570-1623), italien - un livre à 4 voix - 1601
- Pietro Paolo Paciotti (v.1550-ap.1614), italien - un livre à 6 voix -1582
- Annibale Padovano (1527-1575), italien - un livre à 5 voix - 1564
- Giovanni Pierluigi da Palestrina (v.1525-1594), italien - 5 livres, plus des madrigaux spirituels - 1555 à 1584
- Benedetto Pallavicino (?-1601), italien - 8 livres à 5 voix et des pièces à 4 et 6 voix - 1579 à 1611
- Domenico Dal Pane (?-1692), italien - 2 livres à 5 voix - 1652 et 1678
- Girolamo Parabosco (v.1520-1557), italien - madrigaux de 2 à 6 voix - 1546
- Nicola Parma (?), italien - 2 livres à 5 et 6 voix - 1592
- Francesco Pasquali (?), italien - 4 livres de 1 à 4 voix
- Escole Pasquani (?- v.1620), italien - collectif
- Tommaso Pecci (1576-1606), italien - 2 livres à 5 voix - 1602
- Mogens Pederson (1585-1623), danois - 2 livres - 1608 et 1611
- Martin Peerson (v.1572-1650), anglais - madrigaux spirituels - 1620
- Jacobus Peetrinus (v.1553-v.1591), flamand - un livre à 4 voix - 1583
- Jacopo Peri (1561-1633), italien - collectif
- Diego Personè (?), italien - 2 livres à 5 voix - 1626 à 1628
- Nicolo Peruve (?), italien - collectif
- Peter Philips (1560-1628), anglais - 3 livres de 6 et 8 voix - 1596 à 1603
- Dominique Phinot (v.1510-v.1556), français - quelques pièces à 6 voix
- Giovanni Piccioni (?-ap.1616), italien - quelques pièces
- Francis Pilkington (v.1565-1638), anglais - 2 recueils - 1613 et 1624
- Marc'Antonio Pordenone (?), italien - 5 livres à 5 voix et un à 4 voix - 1564 à 1580
- Costanzo Porta (1529-1601), italien - 5 recueils de 4 ou 5 voix - 1555 à 1586
- Francesco Portinaro (1516-ap.1578), italien 4 livres à 5 voix - 1550 à 1568
- Vincenzo dal Pozzo (?), italien - quelques pièces à 5 voix
- Gasparo Pratoneri (?), italien - quelques pièces - 1587
- Giovanni Leonardo Primavera (v.1540-ap.1585), italien - 7 livres à 5 voix
- Giovanni Priuli (?-1629), italien - 3 livres à 5 voix - 1604 à 1612
- Gabriele Puliti (?), italien - un livre à 5 voix - 1609

- Haut – A
- B
- C
- D
- E
- F
- G
- H
- I
- J
- K
- L
- M
- N
- O
- P
- Q
- R
- S
- T
- U
- V
- W
- X
- Y
- Z

## Q
- Paolo Quagliati (v.1555-1628), italien - un livre à 4 voix - 1608

## R
- Enrico Radesca di Foggia (?-1625), italien - un livre de 5 à 8 voix ave basse continue - 1615
- Giovanni Maria Radino (milieu du XVIe siècle – après 1607), italien - un livre à 4 voix - 1598
- Bartolomeo Ratti (1565-1634), italien - 3 livres à 3 et 4 voix - 1594 à 1599
- Lorenzo Ratti (v.1590-1630), italien - collectif - 1615-1616
- Thomas Ravenscroft (v.1592-1633), anglais - un recueil - 1613
- Teodoro Riccio (1540-ap.1599), italien - 2 livres de madrigaux à 5 à 12 voix - 1567
- Aurelio Roccia (?), italien - un livre à 4 voix - 1571
- Dattilo Roccia (?), italien - 2 livres à 4 et 5 voix - 1608 et 1617
- Rocco Rodio (v.1532-1616), italien - 2 livres
- Giovanni Domenico Rognoni Taeggio (?-av.1626), italien - 2 livres à 5 et 8 voix - 1619
- Francesco Rognoni Taeggio (?), italien - madrigaux à 5 voix - 1613
- Cyprien de Rore (1515-1565), flamand - 197 pièces de madrigal
- Stefano Rossetti (?), italien - 3 livres de 4 à 6 voix - 1560 à 1566
- Michelangelo Rossi (v.1602-1656), italien - pièces à 5 voix -
- Salomone Rossi (v.1570-v.1630), italien - 5 livres dont un avec basse continue - 1600 à 1622
- Andrea Rota (1553-1597), italien - 3 livres à 4 et 5 voix - 1579 à 1592
- Giovanni Rovetta (v.1596-1668), italien - collectif
- Vincenzo Ruffo (v.1510-1587), italien - quelques madrigaux
- Matteo Rufolo (?),italien - 2 livres à 5 voix - 1561 et 1563
- Lucrezio Rufolo (?) - 3 livres à 5 voix - 1598 à 1612

- Haut – A
- B
- C
- D
- E
- F
- G
- H
- I
- J
- K
- L
- M
- N
- O
- P
- Q
- R
- S
- T
- U
- V
- W
- X
- Y
- Z

## S
- Galeazzo Sabbatini (v.1597-1662), italien - 5 livres concertant de 1 à 5 voix - 1625 à 1640
- Ippolito Sabino (?-ap.1589), italien - 7 livres- 1579 à 1589
- Crescenzo Salzilli (v.1580-1621), italien - 2 livres à 5voix - 1616 et 1621
- Orlandi Santi (?), italien - 5 livres à 5 voix
- Paul Sartorius (1569-1609, allemand - quelques pièces à 5 voix - 1600
- Antonio Savetta (?-ap.1641), italien - madrigaux à 5-8 voix - 1610
- Alessandro Savioli (?), italien - 3 livres à 5 voix - 1595 à 1600
- Mario Savioni (1608-1685), italien - 2 livres à 3 et 5 voix - 1660 et 1668
- Orazio Scaletta (?-1630), italien - 4 livres de 4 à 6 voix -
- Alessandro Scarlatti (1660-1725), italien - 8 madrigaux tardifs
- Heinrich Schütz (1585-1672), allemand - un livre à 5 voix - 1610
- Cornelis Schuyt (1557-1616), hollandais - 2 livres à 5 et 6 voix - 1600 et 1603
- Gerolamo Scotto (?- 1572), italien - 8 livres
- Benedetto Serafico (?), italien - 3 livres à 5-6 voix - 1575 à 1581
- Pompeo Signorucci (?), italien - madrigaux à 5 voix - 1602
- Francesco Soriano (1549-1621), italien - 3 livres à 4-5 voix - 1581 à 1601
- Annibale Stabile (v.1535-v.1595), italien - 3 livres à 5 voix - 1572 à 1585
- Scipione Stella (?-v.1635), italien - quelques pièces
- Francesco Stivori (?-1606), italien - plusieurs recueils - 1583 à 1605
- Alessandro Striggio (v. 1540-1592), italien - 7 livres à 5 et 6 voix
- Barbara Strozzi (v.1620-ap.1664), italienne - un livre de 2 à 5 voix - 1644

- Haut – A
- B
- C
- D
- E
- F
- G
- H
- I
- J
- K
- L
- M
- N
- O
- P
- Q
- R
- S
- T
- U
- V
- W
- X
- Y
- Z

## T
- Orazio Tarditi (1602-1677), italien - 2 livres à 2-5 voix - 1633 et 1639
- Ippolito Tartaglino (1539-1582), italien - un livre à 5 voix - 1576
- Orazio Tigrini (?), italien - 3 livres à 4 et 6 voix - 1573 à 1591
- Biagio Tomasi (1585-1640), italien - 2 livres à 5 et 6 voix avec basse continue - 1611 et 1613
- Thomas Tomkins (1572-1656), anglais - un recueil, plus collectif - 1622
- Giovanni Maria Trabaci (v.1575-v.1647), italien - 2 livres à 5 voix - 1606 et 1611

## U
- Vincenzo Ugolini (1570-1638), italien - 2 livres à 5 voix - 1615
- Francesco Usper (1561-1641), italien - un livre à 5 voix - 1604

## V
- Giovanni Valentini (1582-1649), italien - 5 livres avec instruments - 1616 à 1625
- Pietro Francesco Valentini (v.1570-1654), italien - 2 livres, le second avec basse continue - 1654
- Thomas Vautor (?), anglais - un livre - 1619
- Orazio Vecchi (1550-1605), italien - 2 livres de 1 à 6 voix et des comédies madrigalesques - 1583 à 1608
- Stefano Venturi del Nibio (?), italien - 6 livres à 4 ou 6 voix - 1592 à 1598
- Philippe Verdelot (v.1480-av.1552), français - 8 livres à 4, 5 et 6 voix - 1530 à 1537
- Girolamo Vespa (?- ap.1596), italien - 4 livres à 5 voix - 1570 à 1591
- Nicola Vicentino (1511-1576), italien - 5 livres à 5 voix - 1546 à 1572
- Pietro Vinci (v.1540-1584), italien - 10 livres de 3 à 6 voix - 1561 à 1584
- Paolo Virchi (1552-1610), italien - 3 livres à 5 et 6 voix - 1584 à 1591
- Filippo Vitali (?-1653), italien - 3 livres à 5 voix - 1616 à 1629

- Haut – A
- B
- C
- D
- E
- F
- G
- H
- I
- J
- K
- L
- M
- N
- O
- P
- Q
- R
- S
- T
- U
- V
- W
- X
- Y
- Z

## W
- John Ward (1571-1638), anglais - un recueil - 1613
- Thomas Weelkes (v.1576-1623), anglais - 4 livres - 1597 à 1608
- Jacques de Wert (1535-1596), flamand - 13 livres de 4 à 6 voix -
- William Wigthorpe (?), anglais - quelques pièces
- John Wilbye (1574-1638), anglais - 2 livres de 3 à 6 voix - 1598 et 1609
- Adrien Willaert (v.1490-1562), flamand - plus de 60 madrigaux

## Y
- Henry Youll (?), anglais - un livre - 1608

## Z
- Liberale Zanchi (v.1570-ap.1621), italien - un livre à 5 voix - 1595
- Camillo Zanotti (v.1545-1591), italien - 3 livres à 5 et 6 voix - 1587 à 1589
- Gioseffo Zarlino (1517-1590), italien - collectif -
- Pietro Andrea Ziani (v.1620-1684), italien - un recueil à 2 et 4 voix
- Annibale Zoilo (v.1537-1592), italien - un livre et quelques pièces isolées - 1563